# Gállakjávrre (Jokkmokks socken, Lappland, 744568-158879)
Gállakjávrre, enligt tidigare ortografi Kallakjaure, är en sjö i Jokkmokks kommun i Lappland och ingår i Luleälvens huvudavrinningsområde. Sjön har en area på 0,338 kvadratkilometer och ligger 774,9 meter över havet. Gállakjávrre ligger i Sarek Natura 2000-område. Sjön avvattnas av vattendraget Boarekjåhkå.

## Delavrinningsområde
Gállakjávrre ingår i det delavrinningsområde (744314-158427) som SMHI kallar för Ovan Säkokjåkkå. Medelhöjden är 979 meter över havet och ytan är 52,87 kvadratkilometer. Det finns inga avrinningsområden uppströms utan avrinningsområdet är högsta punkten. Standárjåhkå som avvattnar avrinningsområdet har biflödesordning 4, vilket innebär att vattnet flödar genom totalt 4 vattendrag innan det når havet efter 317 kilometer. Avrinningsområdet består mestadels av skog (15 procent) och kalfjäll (82 procent). Avrinningsområdet har 0,39 kvadratkilometer vattenytor vilket ger det en sjöprocent på 0,7 procent.